# Desnudo (canción de Gabriel Coronel)
«Desnudo» es el primer sencillo del cantante, Compositor y Actor Venezolano Gabriel Coronel, y pertenece al álbum Desnudo del artista.

## Video musical
El video musical de la canción fue grabado en Miami y publicado el 13 de agosto. se ve el tocando un piano y sale con una modelo en un barco en el mar. La primera presentación en vivo de Gabriel tuvo lugar durante la segunda entrega anual de los premios 'Tu Mundo', organizada por Telemundo en el American Airlines Arena el 15 de agosto de 2013.

## Lista de canciones
Descarga digital
1. «Desnudo» – 3:36